# Farbechtheit
Die Farbechtheit bezeichnet die Widerstandsfähigkeit von gefärbten Textilien gegenüber äußeren physikalischen und chemischen Einwirkungen. Eine Färbung wird als echt oder farbecht bezeichnet, wenn sich der Farbton oder die Farbstärke bei der Einwirkung nicht oder nur unwesentlich ändert. Findet die Beanspruchung bei der Herstellung des gefärbten Textils statt, spricht man von Fabrikationsechtheit (Beispiele: Mercerisieren oder Walken), ansonsten von Gebrauchsechtheit.

## Verschiedene Gebrauchsechtheiten
Es gibt eine Vielzahl verschiedener Einflussfaktoren, die die Farbe eines Materials verändern können und für die es genormte Bestimmungsmethoden gibt.
Auswahl einiger gängiger Farbechtheiten:
- Lichtechtheit:
Farbveränderungen unter Einwirkung von Tageslicht. Bei den Lichtechtheitsprüfungen wird das Tageslicht mit einer Xenon-Hochdrucklampe simuliert.[2]
- Waschechtheit:
Es wird das Ausbluten der Farbstoffe und die Farbänderung beim Waschen bei verschiedenen Temperaturen geprüft (z. B. 60 °C und 95 °C).
- Reibechtheit:
Es wird die Widerstandsfähigkeit der Farbe von Möbelstoffen gegenüber dem Abreiben oder Abfärben auf andere Textilien geprüft. Man unterscheidet zwischen Trocken- und Nassreibeechtheit.[3]
- Bleichechtheit:
Der Einfluss verschiedener bleichender Agentien, wie Hypochlorit, Natriumchlorit und Peroxid wird bestimmt.
- Schweißechtheit:
Bei unterschiedlichen pH-Werten (sauer und alkalisch) wird mit synthetischen Schweißsimulaten der Einfluss von menschlichem Schweiß auf die Farbechtheit bestimmt.[4]

Die Farbechtheit hängt dabei stark vom gewählten Farbstoff für das jeweilige Material ab.

## Normung
Bereits 1911 wurde von Verein Deutscher Chemiker (VDCh) die Deutsche Echtheitskommission (DEK) gegründet, um Untersuchungsverfahren zur Bestimmung von Farbechtheiten zu entwickeln. Gemeinsam mit dem DIN-Normenausschuss Materialprüfung (NMP) im Arbeitsausschuss NA 062-05-11 AA (Farbechtheit von Textilien) und mit der Internationalen Organisation für Normung (ISO) arbeitet die Deutsche Echtheitskommission als eingetragener Verein an der weltweit einheitlichen und reproduzierbaren Prüfung von Textilien.

### DIN Normen
| DIN   | Titel                                                                                       | Erscheinungsdatum |
| ----- | ------------------------------------------------------------------------------------------- | ----------------- |
| 54005 | Bestimmung der Wasserechtheit von Färbungen und Drucken (leichte Beanspruchung)             | 1983/11           |
| 54015 | Bestimmung der Peroxid-Waschechtheit von Färbungen und Drucken                              | 2017/12           |
| 54016 | Bestimmung der Hypochlorit-Waschechtheit von Färbungen und Drucken                          | 2017/12           |
| 54034 | Bestimmung der Hypochlorit-Bleichechtheit von Färbungen und Drucken (leichte Beanspruchung) | 2018/04           |
| 54046 | Bestimmung der Farbechtheit beim sauren Chlorieren von Wolle                                | 1985/06           |
| 54056 | Bestimmung der Farbechtheit von Färbungen und Drucken gegen das Sublimieren beim Lagern     | 2017/11           |

### DIN EN ISO Normen
Bei den deutschen Übernahmen der unter Federführung von ISO oder CEN entstandenen Normen, gibt es 13 Normenreihen zu verschiedenen Themen. Bei Normenreihe F handelt es sich ausschließlich um ISO-Normen:
| Normenreihe | Thema                                              | Anzahl der Normen          |
| ----------- | -------------------------------------------------- | -------------------------- |
| A           | Allgemeine Grundlagen                              | 8                          |
| B           | Farbechtheit gegen Licht und Bewetterung           | 9                          |
| C           | Farbechtheit gegen Waschen                         | 11 (davon 5 zurückgezogen) |
| D           | Farbechtheit gegen Trockenreinigung                | 2                          |
| E           | Farbechtheit gegen wässrige Agenzien               | 14                         |
| F           | Begleitgewebe                                      | 9                          |
| G           | Farbechtheit gegen gasförmige Agenzien             | 3                          |
| J           | Farbmetrik und Farbdifferenzmessung                | 4                          |
| N           | Farbechtheit gegen bleichende Agenzien             | 5                          |
| P           | Farbechtheit gegen Hitzebehandlungen               | 2                          |
| S           | Farbechtheit gegen Einwirkungen beim Vulkanisieren | 3                          |
| X           | Verschiedene Testverfahren                         | 14                         |
| Z           | Prüfungen zur Charakterisierung von Farbmitteln    | 11                         |